# Ouest (métro léger de Charleroi)
 (août 2022).
Si vous disposez d'ouvrages ou d'articles de référence ou si vous connaissez des sites web de qualité traitant du thème abordé ici, merci de compléter l'article en donnant les références utiles à sa vérifiabilité et en les liant à la section « Notes et références ».
Pour les articles homonymes, voir Ouest (homonymie).
Ouest est une station des lignes M1, M2, M3 et M4 du métro léger de Charleroi, établie sur la boucle centrale. Elle est située à l'extrémité ouest de la Ville-Basse, proche de la gare de Charleroi-Ouest à Charleroi en Belgique.

## Histoire
Comme les autres stations du métro de Charleroi, la station ouest présente un quai central. L'accès se fait par une mezzanine dotée de deux entrées. Elle dessert le quartier de la gare de l'Ouest, une zone d'habitations et des écoles.
La station a été rénovée en 2009. La décoration est l'œuvre de Charles Szymkowicz, artiste local.

## Services aux voyageurs

### Desserte
La station est desservie par les lignes M1, M2, M3 et M4.

### Intermodalité
La station est située à proximité de la gare de Charleroi-Ouest.
Elle est également desservie par les lignes 41, 53, 85, 86 et MIDO du TEC Charleroi.